# ミッドシップマン
ミッドシップマン (Midshipman) は、アラブ首長国連邦の競走馬、種牡馬。おもな勝ち鞍は2008年のブリーダーズカップ・ジュヴェナイル。

## 経歴

### 2歳時代
わずか3頭立てとなったデビュー戦を制すと、G1デルマーフューチュリティステークスに出走。コロネットオブアバロンを最後の直線でハナ差かわしてデビュー2連勝でG1ホースとなった。続いて、ノーフォークステークスに出走。ここではデビュー戦や前走で下したストリートヒーローをとらえきれずに2着に敗れてしまう。
立て直しを図るべく、全米2歳チャンピオンを決める、ブリーダーズカップ・ジュヴェナイルに出走。このレースには、中部地区のG1ブリーダーズフューチュリティステークスを制したスクウェアエディー、前走で敗れたストリートヒーロー、欧州からの遠征馬で、ミドルパークステークスを勝ったブッシュレンジャーなど豪華な顔触れとなった。レースがスタートすると、前走までとは打って変わって2番手でレースを進め、むこう正面ではやくもハナを奪い、そのまま先頭でレースを進め、直線に入っても脚色は衰えずに後続に1馬身差以上をつけて快勝した。

### 3歳時代
ドバイで調教が続けられ、アメリカクラシック三冠を目指していたが、怪我により断念。シーズン後半へ向けて調整をすることになった。そして、2009年9月18日のオプショナルクレーミングで復帰し、勝利を収めた。その後、11月7日のブリーダーズカップ・ダートマイルに出走したが3着に敗れた。

### 4歳時代
初戦は2010年1月28日のマクトゥームチャレンジラウンド1 (G3) に出走したが、4着に敗れた。2月にメイダンメトロポリスを制したが、その後9月に引退が発表された。

### 種牡馬時代
2011年よりダーレーアメリカで種牡馬入りすることになっている。

### 競走成績
| 出走日     | 競馬場           | 競走名                    | 格 | 距離    | 着順 | 騎手           | 着差      | 1着（2着）馬         |
| ---------- | ---------------- | ------------------------- | -- | ------- | ---- | -------------- | --------- | -------------------- |
| 2008.08.17 | デルマー         | メイドン                  |    | AW5.5f  | 1着  | T.ベイズ       | 1 1/4馬身 | (Street Hero)        |
| 2008.09.03 | デルマー         | デルマーフューチュリティS | G1 | AW7f    | 1着  | T.ベイズ       | ハナ      | (Coronet of a Baron) |
| 2008.09.28 | サンタアニタ     | ノーフォークS             | G1 | AW8.5f  | 2着  | T.ベイズ       | 3/4馬身   | Street Hero          |
| 2008.10.25 | サンタアニタ     | BCジュヴェナイル          | G1 | AW8.5f  | 1着  | G.ゴメス       | 1 1/4馬身 | (Square Eddie)       |
| 2009.09.18 | ベルモントパーク | オプショナルクレーミング  |    | D6.5f   | 1着  | R.ミグリオーレ | 3 1/4馬身 | (Just Ben)           |
| 2009.11.07 | サンタアニタ     | BCダートマイル            | G1 | AW8f    | 3着  | G.ゴメス       | 1馬身     | Furthest Land        |
| 2010.01.28 | メイダン         | マクトゥームチャレンジR1  | G3 | AW1600m | 4着  | L.デットーリ   | 5 1/2馬身 | Gloria de Campeao    |
| 2010.02.25 | メイダン         | メイダンメトロポリス      |    | AW1400m | 1着  | L.デットーリ   | 3 1/4馬身 | Asset                |

## 血統表
| ミッドシップマンの血統                 | ミッドシップマンの血統                     | ミッドシップマンの血統 | （血統表の出典） | （血統表の出典） |
| 父 Unbridled's Song 1993 芦毛 アメリカ | 父の父Unbridled 1987 鹿毛 アメリカ         | Fappiano               | Mr. Prospector   | Mr. Prospector   |
| 父 Unbridled's Song 1993 芦毛 アメリカ | 父の父Unbridled 1987 鹿毛 アメリカ         | Fappiano               | Killaloe         |                  |
| 父 Unbridled's Song 1993 芦毛 アメリカ | 父の父Unbridled 1987 鹿毛 アメリカ         | Gana Facil             | Le Fabuleux      | Le Fabuleux      |
| 父 Unbridled's Song 1993 芦毛 アメリカ | 父の父Unbridled 1987 鹿毛 アメリカ         | Gana Facil             | Charedi          |                  |
| 父 Unbridled's Song 1993 芦毛 アメリカ | 父の母Trolley Song 1983 芦毛 アメリカ      | Caro                   | *フォルティノ    | *フォルティノ    |
| 父 Unbridled's Song 1993 芦毛 アメリカ | 父の母Trolley Song 1983 芦毛 アメリカ      | Caro                   | Chambord         |                  |
| 父 Unbridled's Song 1993 芦毛 アメリカ | 父の母Trolley Song 1983 芦毛 アメリカ      | Lucky Spell            | Lucky Mel        | Lucky Mel        |
| 父 Unbridled's Song 1993 芦毛 アメリカ | 父の母Trolley Song 1983 芦毛 アメリカ      | Lucky Spell            | Incantation      |                  |
| 母 Fleet Lady 1994 黒鹿毛 アメリカ     | 母の父Avenue of Flags 1988 黒鹿毛 アメリカ | Seattle Slew           | Bold Reasoning   | Bold Reasoning   |
| 母 Fleet Lady 1994 黒鹿毛 アメリカ     | 母の父Avenue of Flags 1988 黒鹿毛 アメリカ | Seattle Slew           | My Charmer       |                  |
| 母 Fleet Lady 1994 黒鹿毛 アメリカ     | 母の父Avenue of Flags 1988 黒鹿毛 アメリカ | Beautiful Glass        | Pass the Glass   | Pass the Glass   |
| 母 Fleet Lady 1994 黒鹿毛 アメリカ     | 母の父Avenue of Flags 1988 黒鹿毛 アメリカ | Beautiful Glass        | Beautiful Spirit |                  |
| 母 Fleet Lady 1994 黒鹿毛 アメリカ     | 母の母*ディアーミミ 1987 黒鹿毛 アメリカ   | Roberto                | Hail to Reason   | Hail to Reason   |
| 母 Fleet Lady 1994 黒鹿毛 アメリカ     | 母の母*ディアーミミ 1987 黒鹿毛 アメリカ   | Roberto                | Bramalea         |                  |
| 母 Fleet Lady 1994 黒鹿毛 アメリカ     | 母の母*ディアーミミ 1987 黒鹿毛 アメリカ   | Carnival Princess      | Prince John      | Prince John      |
| 母 Fleet Lady 1994 黒鹿毛 アメリカ     | 母の母*ディアーミミ 1987 黒鹿毛 アメリカ   | Carnival Princess      | Carnival Queen   |                  |
| 母系(F-No.)                            | (FN:16-g)                                  | (FN:16-g)              | (FN:16-g)        | [ § 2 ]          |
| 5代内の近親交配                        | なし                                       | なし                   | なし             | [ § 3 ]          |
| 出典                                   | 1. 2. 3.                                   | 1. 2. 3.               | 1. 2. 3.         | 1. 2. 3.         |